# مركز مستشفى جامايكا الطبي
المركز الطبي لمستشفى جامايكا (بالإنجليزية: Jamaica Hospital Medical Center)‏ هو مستشفى تعليمي خاص غير ربحي ومرفق طوارئ في حي جامايكا [الإنجليزية] في كوينز بمدينة نيويورك، على طريق الخدمة لطريق فان ويك السريع في شارع جامايكا. المستشفى عبارة عن حرم جامعي سريري لكلية الطب العظمي التابعة لمعهد نيويورك للتكنولوجيا ويوفر تعليمًا سريريًا لطلاب الطب العظمي بالكلية.

## الأصول
منذ عام 1837، كانت قرية بمدينة كوينز، جامايكا، تخدمها عربة البريد. في عام 1883، افتتحت شركة لونغ آيلاند للسكك الحديدية فرعها الأطلسي إلى بروكلين، مما جعل جامايكا ضاحية من ضواحي مدينة نيويورك. أقام السكان حملة لجمع التبرعات في عام 1883 وجمعوا 179.40 دولارًا (ما يعادل 4٬983 دولارًا في عام 2020). تم توفير هذه الأموال حتى تم افتتاح مستشفى جامايكا في عام 1891 بالقرب من ما يُعرف الآن بشارع جامايكا وشارع 169. في ذلك الوقت، تقدم المؤسسون إلى مسؤولي الولاية للحصول على شهادة التأسيس، والتي مُنحت في 20 فبراير 1892.
افتتح أول موقع دائم لمستشفى جامايكا في 18 يونيو 1898، بالقرب من محطة شارع يونيون هول على الجانب الشرقي من شارع نيويورك (جادة جاي بروير)، على مسافة قصيرة شمال شارع الجنوب. افتُتح مبنى المستشفى الجديد في 1 مايو، وعلى الرغم من عدم جاهزيته لاستقبال المرضى بالكامل، فقد استقبل أول مرضاه بعد عدة أيام. بسبب تدفق الجرحى خلال الحرب الأمريكية الإسبانية. بحلول شهر يوليو، كان الجنود يشغلون كل مساحة متاحة.

## مستشفى جامايكا المخصص
اكتمل بناء مبنى مستشفى جامايكا الجديد في شارع فان ويك في 24 أغسطس 1924، حيث تم قبول أول مريض. وفي اليوم التالي تم افتتاح المبنى رسميًا وافتتح مستشفى جامايكا.

## الولادات البارزة
- دونالد ترامب، الرئيس الخامس والأربعون والسابع والأربعون للولايات المتحدة[4]